# Hans Bagger

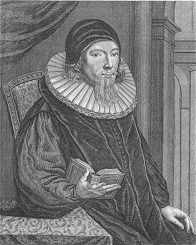
Hans Bagger.

Hans Bagger, född den 23 augusti 1646 i Lund, död den 30 augusti 1693 i Köpenhamn, var en skånsk-dansk universitetslärare och biskop. Han var son till Olof Bagger, vid tiden för sonens födelse lektor vid Lunds domskola. 
Student vid akademien i Greifswald 1663, inskrev Bagger sig följande år vid Köpenhamns universitet, företog därefter studieresor till flera utländska lärosäten, däribland Wittenberg. Enligt vissa uppgifter skall Bagger redan 1667 ha skrivits in som student vid det då ännu inte ens invigda Lunds universitet, vars förste rektor hans far utnämnts till. Av bland annat Dansk biografisk leksikon framgår dock att Bagger junior trots faderns maningar kom till Lund först 1669. Väl där erhöll han 1670 magistergraden vid lärosätets första promotionen. Strax därefter utnämndes han till extra ordinarie professor i teoretisk filosofi och konrektor vid Lunds skola. 
Bagger for 1674 till Danmark, där han fick fullmakt som stiftsprost och pastor vid Frue kirke i Köpenhamn. Följande år promoverad till teologie doktor utnämndes han, blott tjugunio år gammal, efter att ha äktat Griffenfelds syster, till teologie professor och biskop över Själlands stift. Såsom innehavare av detta ämbete åtnjöt han ett stort anseende och var en av Danmarks mera betydande män.  
Under en längre vistelse i Wittenberg anslöt sig Bagger nära till den strängt ortodoxe lutheranen Abraham Calovius. Han var upphovsman till den, efter några modifikationer, i huvudsak ännu gällande "kyrkoritualen" (1686) och "altarboken" (1688). I överensstämmelse med sina statskyrkliga åsikter uppträdde han ivrigt emot att Danmark öppnades för reformerta och katoliker.